# Парный танец
Парный танец — танец, исполняемый двумя партнерами, как правило, мужчиной и женщиной, в противоположность одиночному и групповому танцу. Как правило, партнёры остаются вместе на время танца и, если в танце одновременно участвуют несколько пар, каждая пара танцует независимо от других.

Характеризуется чётким разделением ролей между партнёрами. Один партнёр (как правило, мужчина) является ведущим, другой — ведомым. 

## Виды парных танцев
Спортивные бальные танцы
1. Джайв
2. Румба
3. Бальный танец самба
4. Пасодобль
5. Быстрый фокстрот
6. Медленный фокстрот
7. Медленный вальс
8. Венский вальс
9. Танго

Социальные танцы
- Падеспань
- Хастл
- Сальса
- Бачата
- Кизомба
- Аргентинское танго
- Машише
- Самба де гафиейра
- Форро́
- Линди хоп
- Свинг (танец)
- Свинг Западного побережья
- Шоттиш

Народные танцы
- Народная кадриль
- Оберек
- Куявяк
- Мазурка